# USS Abraham Lincoln (CVN-72)
El USS Abraham Lincoln (CVN-72), apodado «Abe», es el quinto portaaviones de la clase Nimitz de la Armada de los Estados Unidos. Este barco fue bautizado en honor al 16.º presidente Abraham Lincoln. Su puerto base se encuentra en Everett, Washington.

## Historial del buque

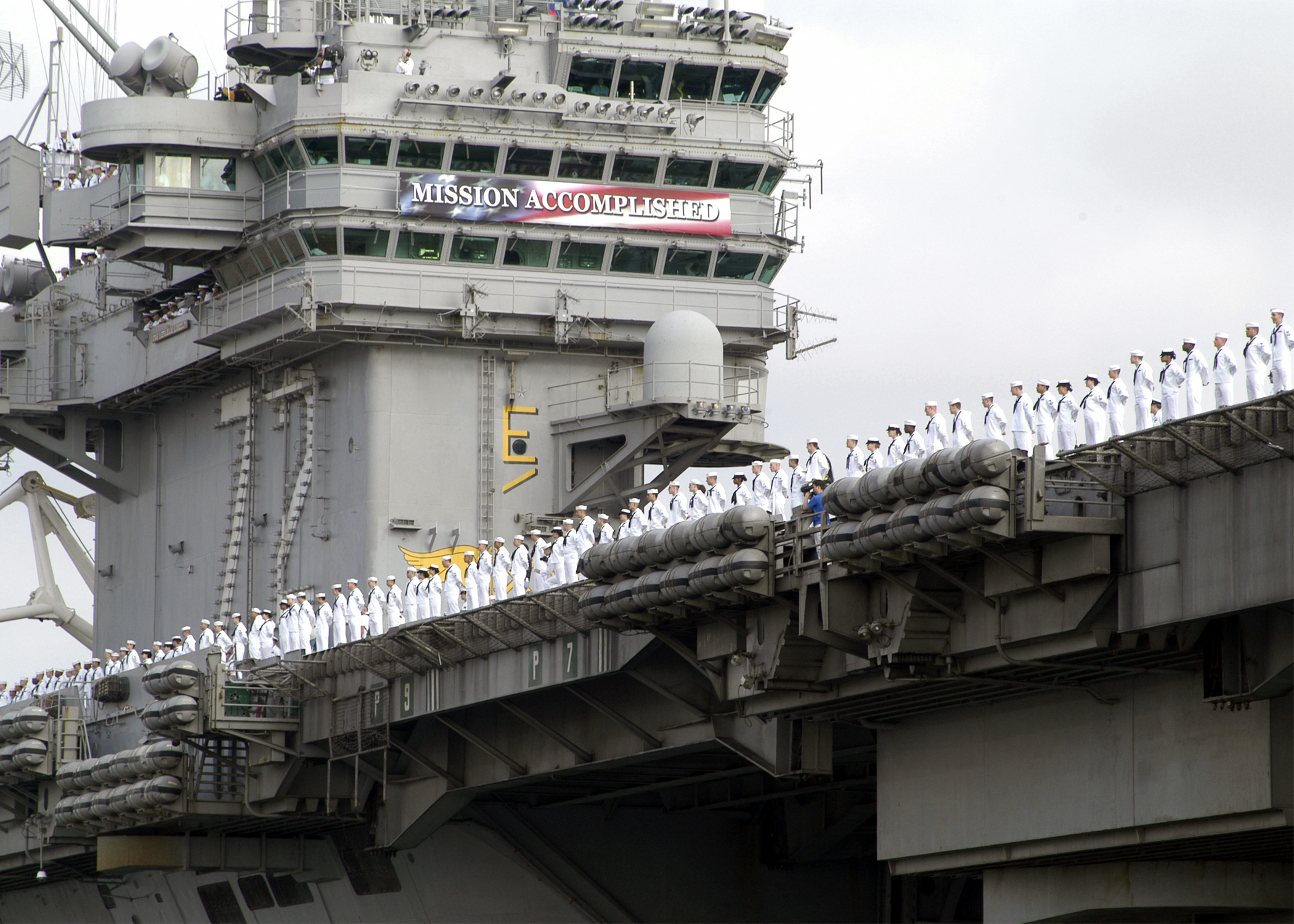
Abraham Lincoln regresa a puerto portando el cartel de "Misión Cumplida", 2 de mayo de 2003, tras la invasión de Irak de 2003.

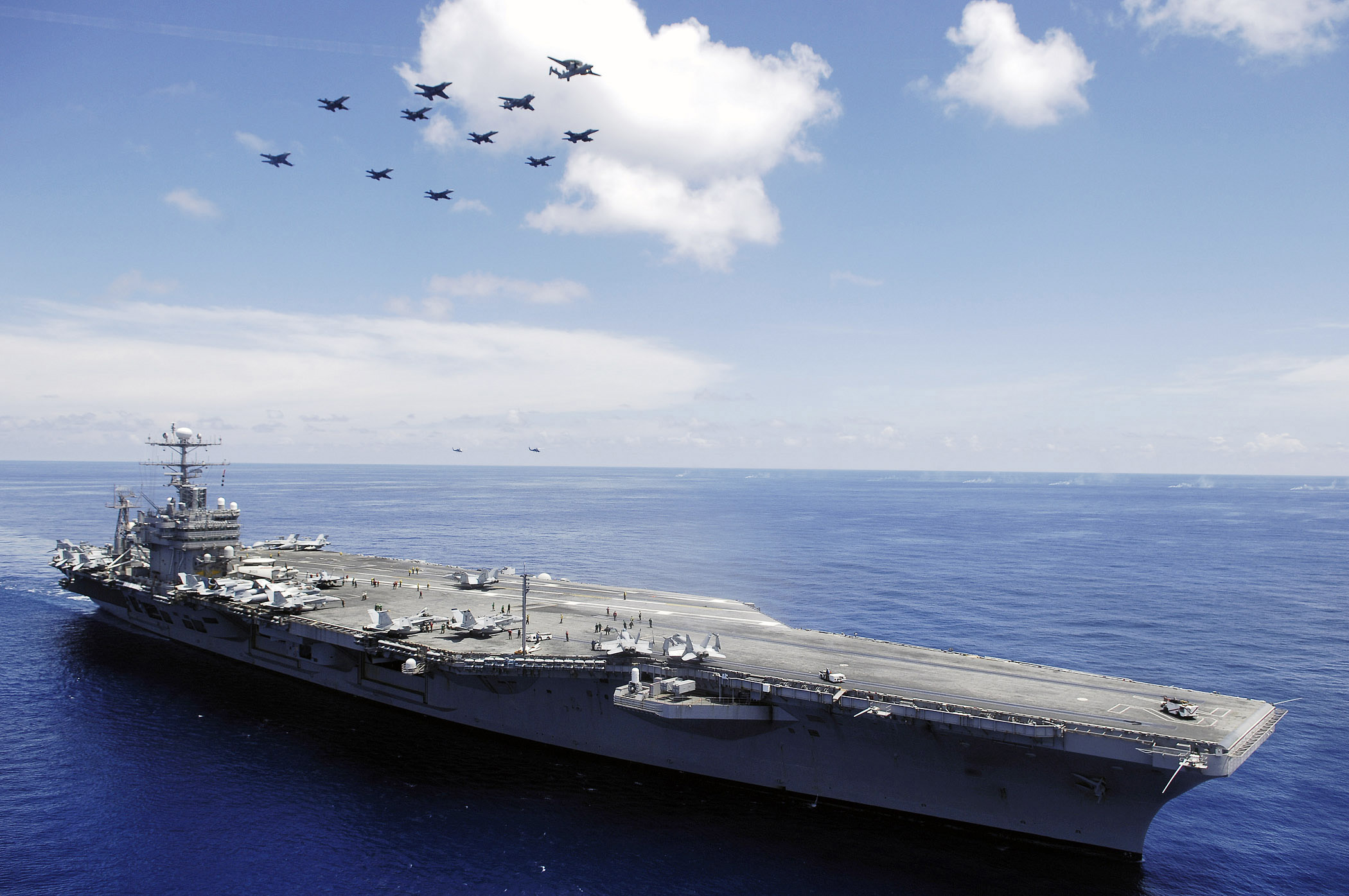
USS Abraham Lincoln navegando en el año 2006.

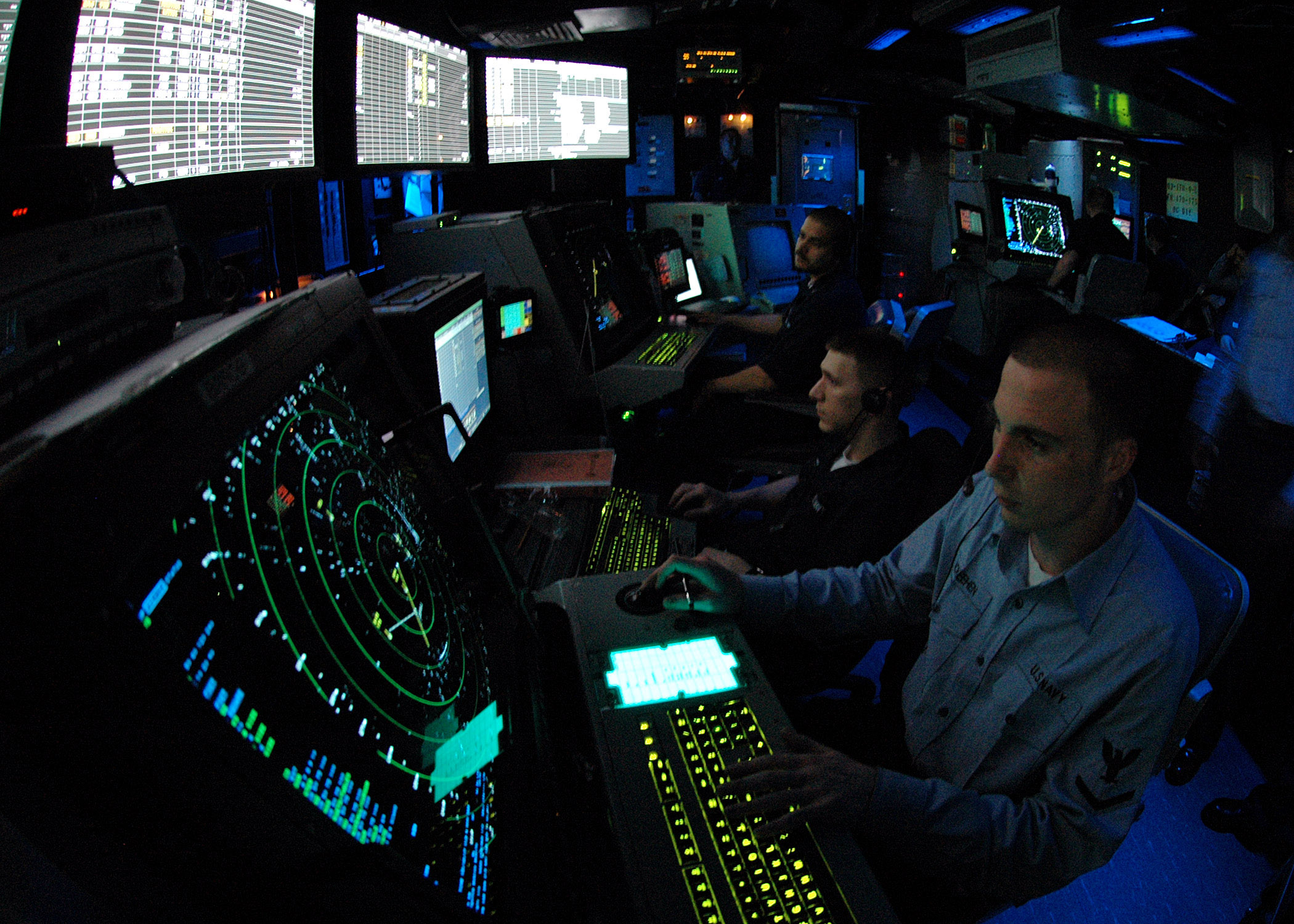
Un controlador de tráfico aéreo trabaja en el control de aproximación en el Centro de Control de Tráfico Aéreo de Carrier a bordo del portaaviones USS Abraham Lincoln, año 2006.

El contrato del USS Abraham Lincoln fue concedido a la constructora naval de Newport News el 27 de diciembre de 1982; su quilla fue puesta en grada el 3 de noviembre de 1984 en Newport News, Virginia, fue botado el 13 de febrero de 1988 y dado de alta el 11 de noviembre de 1989.
El USS Abraham Lincoln fue asignado al Pacífico en septiembre de 1990. En su derrotero, durante octubre, participó en el ejercicio Gringo-Gaucho con la Armada Argentina. Su despliegue en el Pacífico Occidental finalizó de manera inesperada el 28 de mayo de 1991 en respuesta a la Operación Tormenta del Desierto.
Mientras se dirigía hacia el Océano Índico, el buque, viró para apoyar operaciones de la evacuación cuando el Monte Pinatubo entró en erupción en la isla de Luzón en las Filipinas. En la ayuda de la Operación Vigilia Ardiente, el Lincoln condujo una flota de 23 barcos que transportó a 45 000 personas desde la estación naval de la bahía de Subic al puerto de Cebú en las Bisayas. Era la evacuación pacífica más grande del personal militar activo y de sus familias en la historia.
Posteriormente, el USS Abraham Lincoln navegó a toda máquina hacia el Golfo Pérsico, para colaborar con las patrullas aérea del reconocimiento y de combate en Irak y Kuwait, y asistir a los aliados y a las tropas de los Estados Unidos en las operaciones de la Tormenta del Desierto.
A principios de 1992, el buque apoyó la Operación Vigilancia del Sur (OWS), de las Naciones Unidas con las que fue sancionado a Irak con una zona de exclusión aérea al sur de su territorio.
En octubre de 1993, el portaaviones fue llevado a la costa de Somalia para asistir a las operaciones humanitarias de la ONU. Durante cuatro semanas, los aparatos del USS Abraham Lincoln realizaron patrullas aéreas sobre Mogadiscio en apoyo de la Operación Restauración de la Esperanza.
 Abraham Lincoln y el grupo de batalla de portaaviones y el ala aérea ayudaron a lanzar las salvas iniciales y los ataques aéreos en la Invasión de Irak de 2003 (llamada "Operación Libertad Iraquí"). Durante el despliegue del ala aérea, se realizaron unas 16.500 incursiones y se utilizaron 1,6 millones de libras de artillería. El Sea Control Squadron 35 (VS-35), los "Lobos Azules", jugó un papel decisivo en la entrega de más de 1.000.000 de libras (450.000 kg) de combustible a estos aviones de ataque, una de las mayores empresas de repostaje aéreo realizadas por un escuadrón de aviación de portaaviones en la historia. El portaaviones regresó a Estados Unidos en mayo de 2003, y en el proceso recibió una visita del presidente George W. Bush antes de finalizar oficialmente el despliegue del Abraham Lincoln atracando en San Diego antes de regresar al puerto base en Everett, Washington. Bush afirmó en ese momento que éste era el fin de las principales operaciones de combate en Irak. Si bien esta declaración coincidió con el fin de la fase convencional de la guerra, la afirmación de Bush (y un cartel exhibido durante su visita) se volvió controvertida después de que la guerra de guerrillas en Irak aumentó durante la insurgencia iraquí. La gran mayoría de las bajas, tanto militares como civiles, se produjeron después del discurso. La Casa Blanca dijo que sus servicios fabricaron la pancarta. Según explicó el Cmdr. Conrad Chun, portavoz de la Armada, dijo: "La pancarta fue una idea de la Marina, la idea del barco. La idea surgió en una de las reuniones a bordo del barco que se preparaba para su regreso a casa y pensó que sería bueno tener una pancarta que dijera 'Mission Accomplished' ('Misión cumplida' en español). Luego, los marineros preguntaron si la Casa Blanca podía hacer que se hiciera el cartel... El cartel significaba la finalización exitosa del despliegue del barco", dijo el comandante. Chun continuó señalando que el Abraham Lincoln estuvo desplegado 290 días, más que cualquier otro portaaviones de propulsión nuclear en la historia. Este récord se batiría posteriormente en 2020.

### Buques de la clase
• USS Nimitz (CVN-68)
• USS Dwight D. Eisenhower (CVN-69)
• USS Carl Vinson (CVN-70)
• USS Theodore Roosevelt (CVN-71)
• USS George Washington (CVN-73)
• USS John C. Stennis (CVN-74)
• USS Harry S. Truman (CVN-75)
• USS Ronald Reagan (CVN-76)
• USS George H. W. Bush (CVN-77)

### Listas relacionadas
- Anexo:Portaaviones por país
- Anexo:Portaaviones de Estados Unidos
- Anexo:Buques actuales de la Armada de los Estados Unidos